# Gertrude van Hohenberg
Gertrude Anna van Hohenberg (Deilingen, circa 1225 - Wenen, 16 februari 1281) was van 1273 tot aan haar dood Rooms-Duits koningin en van 1276 tot aan haar dood hertogin-gemalin van Oostenrijk. Ze was lid van het huis Hohenberg, een zijtak van het huis Hohenzollern, en via haar huwelijk stammoeder van het huis Habsburg.

## Levensloop
Gertrude was de dochter van graaf Burchard V van Hohenberg en Mathilde van Tübingen, dochter van paltsgraaf Rudolf II van Tübingen.
Rond het jaar 1251 huwde ze in de Elzas met graaf Rudolf IV van Habsburg. Na het huwelijk vestigde het echtpaar zich in de stad Rheinfelden. Uit hun huwelijk werden elf kinderen geboren:
- Mathilde (1253-1304), huwde in 1273 met hertog Lodewijk II van Beieren
- Albrecht I (1255-1308), Rooms-Duits koning en hertog van Oostenrijk
- Catharina (1256-1282), huwde in 1279 met hertog Otto III van Beieren
- Agnes (1257-1322), huwde in 1273 met hertog Albrecht II van Saksen
- Hedwig (1259-1285/1286), huwde in 1270 met markgraaf Otto VI van Brandenburg
- Clemence (1262-1293), huwde in 1281 met hertog Karel Martel van Anjou
- Hartmann (1263-1281)
- Rudolf II (1270-1290), hertog van Oostenrijk en hertog van Zwaben
- Judith (1271-1297), huwde in 1285 met koning Wenceslaus II van Bohemen
- Samson (1275), jong gestorven
- Karel (1276), jong gestorven

Op 29 september 1273 werd haar echtgenoot Rudolf in Frankfurt onder de naam Rudolf I verkozen tot Rooms-Duits koning. Vervolgens volgde op 24 oktober 1273 de officiële kroning in de Dom van Aken. De volgende acht jaar was Gertrude, die de naam Anna had aangenomen, Rooms-Duits koningin. In deze functie bemoeide ze zich niet met politieke zaken. Ook was ze vanaf 1276 hertogin-gemalin van Oostenrijk en Stiermarken.
Na een korte ziekte stierf Gertrude in 1281 op 56-jarige leeftijd. Volgens haar laatste wil werd ze naast haar jongste zoon Karel bijgezet in het Munster van Bazel. Haar begrafenis vond op 20 maart 1281 plaats. In 1770 werd haar stoffelijk overschot overgebracht naar de Abdij van Sankt Blasien en vandaag bevindt haar graf zich in de Sint-Pauluskerk in Karinthië.
Na haar dood hertrouwde Rudolf met Isabella van Bourgondië.